# Râu Alb
Râu Alb es una comuna ubicada en el distrito de Dâmbovița, Rumania.

## Superficie
Posee una superficie de 24,69 kilómetros cuadrados.

## Demografía
Hasta 2021 la población era de 1466 habitantes, con una densidad de población de 59,38 habitantes por kilómetro cuadrado.